# Béatrice Agenin
Béatrice Agenin est une actrice, metteur en scène et productrice de théâtre française, née le 30 juillet 1950 à Paris 14e.

## Biographie
Titulaire d'une licence de lettres modernes, Béatrice Agenin est deuxième prix du Conservatoire national supérieur d'art dramatique en 1974 (le premier prix étant obtenu par Martine Chevallier).
Elle est ensuite engagée à la Comédie-Française la même année, y a été nommée sociétaire en 1979 et a choisi de quitter la troupe en 1984.
Elle a été au théâtre la partenaire de Jean-Paul Belmondo dans plusieurs pièces dont le rôle de Roxane dans Cyrano de Bergerac, Kean, La Dame de chez Maxim.
Elle a joué de nombreux rôles à la télévision, dont le plus connu est celui de Reine, dans la série Une famille formidable (aux côtés d'Anny Duperey et Bernard Le Coq) qu'elle interprète de 1996 à 2016.
C'est également une comédienne de doublage reconnue, notamment pour avoir prêté sa voix à Sharon Stone, Emma Thompson, Rebecca De Mornay ou Melanie Griffith.
Elle a été metteuse en scène de ses propres productions théâtrales. En 2014, elle présente notamment Sugar Lake, une pièce de Lee Blessing au festival Off d'Avignon.
En 2020, elle obtient le Molière de la comédienne dans un spectacle de théâtre privé, pour son rôle dans Marie des Poules - Gouvernante chez George Sand, une pièce de Gérard Savoisien mis en scène par Arnaud Denis.
En 2022, elle crée avec sa fille Émilie Bouchereau le spectacle Notre Petit Cabaret, joué au Festival Off d'Avignon en 2022 et en 2023. La même année, elle reçoit le Prix du Brigadier 2022 pour l'ensemble de sa carrière.

### Vie privée
Elle est mariée à François Bouchereau et ils ont une fille, Émilie, chanteuse, autrice-compositrice-interprète et guitariste, née le 15 octobre 1986 à Paris, et dont le nom de scène est Mihlo.

## Filmographie

### Cinéma
- 1976 : Le Plein de super d'Alain Cavalier
- 1983 : L'Ami de Vincent de Pierre Granier-Deferre
- 1984 : L'Année des méduses de Christopher Frank
- 1984 : La Septième Cible de Claude Pinoteau : Catherine
- 1985 : Tristesse et Beauté de Joy Fleury : Agatha
- 1986 : La Femme de ma vie de Régis Wargnier : Marion
- 1988 : Itinéraire d'un enfant gâté de Claude Lelouch : Corinne
- 1991 : La Neige et le Feu de Claude Pinoteau : Mme Sénéchal
- 1994 : L'Irrésolu de Jean-Pierre Ronssin : Marie-France
- 1996 : Fantôme avec chauffeur de Gérard Oury : Hélène
- 1996 : Hercule et Sherlock de Jeannot Szwarc : Nicole Morand
- 1999 : Mauvaise Passe de Michel Blanc
- 2000 : Amélia de Clay Banks
- 2001 : Betty Fisher et autres histoires de Claude Miller
- 2003 : Michel Vaillant de Louis-Pascal Couvelaire : Elisabeth Vaillant
- 2004 : Mariage mixte d'Alexandre Arcady : Anne-Marie
- 2005 : Cavalcade de Steve Suissa
- 2006 : Qui a dit fontaine, je ne boirai pas de ton eau (court métrage) de Jean-François Le Moing
- 2007 : Petit Poucet court métrage de Matthieu Rozé
- 2019 : Rebelles d'Allan Mauduit : la mère de Sandra

### Télévision
- 1978 : Claudine s'en va d'Édouard Molinaro
- 1978 : Ce diable d'homme de Marcel Camus
- 1979 : Le Journal de Philippe Lefebvre
- 1981 : Au bon beurre d'Édouard Molinaro
- 1982 : Commissaire Moulin de Paul Andréota et Claude Boissol, épisode Le Patron : Camille Chartier
- 1983 : Les Nouvelles Brigades du Tigre de Victor Vicas, épisode Rita et le caïd : Rita
- 1983 : QuQuelques hommes de bonne volonté (mini-série) de François Villiers
- 1983 : La Veuve rouge d'Édouard Molinaro
- 1984 : Le Tueur triste de Nicolas Gessner
- 1984 : La Bavure de Nicolas Ribowski
- 1987 : L'Heure Simenon, Les Demoiselles de Concarneau d’Édouard Niermans : Marthe[6]
- 1991 : Navarro : Crime de sang de Nicolas Ribowski : Laura Belmont
- 1991 : Napoléon et l'Europe
- 1994 : Maigret et la Vieille Dame
- 1994 : Le Charme brumeux du crime de Jacques Bourton d'après Stanislas-André Steeman
- 1996 - 2016 : Une famille formidable de Joël Santoni : Reine Grenier, meilleure amie de Catherine
- 1997 : Vérité oblige : Marion Chevallier, le procureur
- 1997 : Belle comme Crésus de Jean-François Villemer
- 2002 : Joséphine, ange gardien (épisode Nadia) : Christine Leroy
- 2002 : Navarro : Promotion macabre de Gérard Marx : Madame Dejoncourt
- 2003 : Satan refuse du monde de Jacques Renard d'après Maurice Dekobra
- 2004 : Avocats et Associés de Valérie Guignabodet et Alain Krief : la ministre corrompue
- 2005 : L'Enfant de personne de Michaël Perrotta : Fanny DiVitto
- 2005 : Navarro : Manipulation d'Édouard Molinaro : Sabrina
- 2006 : Agathe contre Agathe de Thierry Binisti
- 2008 : À droite toute de Marcel Bluwal
- 2013 : Le Bonheur sinon rien ! de Régis Musset
- 2015-2020 : Cassandre, d'Éric Duret : Le procureur Évelyne Roche
- 2016 : Nina (saison 2, épisode 6)
- 2022 : Capitaine Marleau (épisode Morte saison) de Josée Dayan

## Théâtre
- 1973 : La Reine de Césarée de Robert Brasillach, mise en scène Jean-Laurent Cochet, théâtre Moderne
- 1974 : La Nostalgie, Camarade de François Billetdoux, mise en scène Jean-Paul Roussillon, Comédie-Française au théâtre de l'Odéon
- 1975 : L'Île de la raison de Marivaux, mise en scène Jean-Louis Thamin, Comédie-Française au théâtre Marigny
- 1975 : La Surprise de l'amour de Marivaux, mise en scène Simon Eine, Comédie-Française au théâtre Marigny
- 1976 : Cyrano de Bergerac de Edmond Rostand, mise en scène Jean-Paul Roussillon, Comédie-Française
- 1977 : Le Cid de Corneille, mise en scène Terry Hands, Comédie-Française
- 1977 : Le Misanthrope de Molière, mise en scène Pierre Dux, Comédie-Française
- 1978 : On ne badine pas avec l'amour d'Alfred de Musset, Camille, mise en scène Simon Eine, Comédie-Française
- 1980 : Dom Juan de Molière, mise en scène Roger Planchon, TNP Villeurbanne, théâtre national de l'Odéon
- 1981 : La Locandiera de Carlo Goldoni, mise en scène Jacques Lassalle, Comédie-Française
- 1981 : Andromaque de Racine, mise en scène Patrice Kerbrat, Comédie-Française
- 1982 : La vie est un songe de Pedro Calderón de la Barca, mise en scène Jorge Lavelli, Comédie-Française
- 1986 : La Répétition ou l'Amour puni de Jean Anouilh, mise en scène Bernard Murat, théâtre Édouard VII
- 1987 : Kean de Jean-Paul Sartre d'après Alexandre Dumas, mise en scène Robert Hossein, théâtre Marigny
- 1988 : Une femme sans histoire d'Albert Ramsdell Gurney, mise en scène Bernard Murat, Comédie des Champs-Élysées
- 1989-1990 : Cyrano de Bergerac d'Edmond Rostand, mise en scène Robert Hossein, Théâtre Marigny
- 1992 : C’était bien de James Saunders, mise en scène Stéphan Meldegg, théâtre La Bruyère
- 1993 : Tailleur pour dames de Georges Feydeau, mise en scène Bernard Murat, théâtre de Paris
- 1995 : Indépendance de Lee Blessing, mise en scène Béatrice Agenin, théâtre 13, théâtre Tristan Bernard
- 1997 : Qui a peur de Virginia Woolf ? de Edward Albee, mise en scène Pierre Constant, théâtre de l'Œuvre
- 1997 : La Puce à l'oreille de Georges Feydeau, mise en scène Bernard Murat, théâtre des Variétés
- 1998 : Indépendance de Lee Blessing, mise en scène Béatrice Agenin, théâtre de la Renaissance
- 2000 : Le Malin Plaisir de David Hare, mise en scène Jacques Lassalle, théâtre de l'Atelier
- 2000 : Les Femmes savantes de Molière, mise en scène Béatrice Agenin, théâtre 13, théâtre Hébertot
- 2003 : Les Sincères - L'Épreuve de Marivaux, mise en scène Béatrice Agenin, théâtre 14 Jean-Marie Serreau
- 2005 : Pieds nus dans le parc de Neil Simon, mise en scène Steve Suissa, théâtre Marigny
- 2006 : En allant à Saint Ives de Lee Blessing, mise en scène Béatrice Agenin, théâtre Marigny
- 2008-2009 : La Maison du lac d'Ernest Thompson, mise en scène Stéphane Hillel, théâtre de Paris
- 2010 : Le Diable rouge d'Antoine Rault,mise en scène Christophe Lidon, tournée
- 2010 : Z'ombres d'Isabelle Pirot, (création théâtre Saint-Malo)
- 2010 : Henri IV, le bien-aimé de Daniel Colas, mise en scène de l'auteur, théâtre des Mathurins, tournée
- 2014 : Sugar Lake, de Lee Blessing, mise en scène Béatrice Agenin, création Festival d'Avignon Off
- 2014 : Le Plaisir de rompre et Le Pain de ménage, de Jules Renard, mise en scène Pierre Laville, Théâtre Daunou
- 2015 : Un certain Charles Spencer Chaplin de Daniel Colas, Théâtre Montparnasse
- 2016 : La Louve de Daniel Colas, Théâtre La Bruyère
- 2018-2019 : Suite française de Irène Némirovsky, mise en scène Virginie Lemoine, théâtre du Balcon au festival off d'Avignon, théâtre La Bruyère
- 2019-2023 : Marie des Poules, gouvernante chez George Sand de Gérard Savoisien, mise en scène Arnaud Denis, théâtre Buffon festival off d'Avignon, Le Petit Montparnasse, Le Studio des Champs-Élysées
- 2022-2023 : Notre Petit Cabaret, de et avec Béatrice Agenin et Émilie Bouchereau, Théâtre La Luna au Festival off d'Avignon 2022, puis au Théâtre des Gémeaux Avignon au Festival Off d'Avignon 2023.

### Metteuse en scène
- 1995 : Indépendance de Lee Blessing, théâtre 13, théâtre Tristan Bernard
- 2000 : Les Femmes savantes de Molière, théâtre 13
- 2003 : Les Sincères - L'Épreuve de Marivaux, théâtre 14 Jean-Marie Serreau
- 2006 : En allant à Saint Ives de Lee Blessing, théâtre Marigny
- 2014 : Sugar Lake de Lee Blessing, Théâtre le Petit-Chien (Avignon)
- 2014 : Cabaret Barbara de Barbara, Studio-Théâtre (Comédie-Française)

## Doublage

### Cinéma

#### Films
- Madeleine Stowe dans :
  - The Two Jakes : Lillian Bodine (1990)
  - Obsession fatale : Karen Carr (1992)
  - Belles de l'Ouest : Cody Zamora (1994)
- Sharon Stone dans :
  - Hitman, un tueur : Kiki (1991)
  - Sliver : Carly Norris (1993)
  - Casino : Ginger McKenna (1995)
- Kim Basinger dans :
  - Boire et Déboires : Nadia Gates (1987)
  - Cool World : Holli Would (1992)
- Melanie Griffith dans :
  - Working Girl : Tess McGill (1988)
  - Un homme presque parfait : Toby Roebuck (1994)
- Rebecca De Mornay dans :
  - La Main sur le berceau : Peyton Flanders (1992)
  - Excès de Confiance : Dr. Sarah Taylor (1995)
- Cher dans :
  - Suspect dangereux : Kathleen Riley (1987)
  - Un thé avec Mussolini : Elsa (1999)
- Miranda Richardson dans :
  - Fatale : Ingrid Fleming (1992)
  - Sleepy Hollow : Lady Van Tassel (1999)
- 1981 : La Salamandre : Lili Anders (Sybil Danning)
- 1982 : Tron : Lora/Yori (Cindy Morgan)
- 1985 : Série noire pour une nuit blanche : Diana (Michelle Pfeiffer)
- 1986 : Peggy Sue s'est mariée : Carol Heath (Catherine Hicks)
- 1986 : Le Clochard de Beverly Hills : Jenny Whiteman (Tracy Nelson)
- 1987 : Bigfoot et les Henderson : Nancy Henderson (Melinda Dillon)
- 1988 : The Kiss : Felice Dunbar (Joanna Pacuła)
- 1988 : Vice Versa : Sam (Corinne Bohrer)
- 1988 : Presidio : Base militaire, San Francisco : Gloria (Susan Saiger)
- 1990 : Roxy : Barbara Webb (Joan McMurtrey)
- 1991 : Barton Fink : Audrey Taylor (Judy Davis)
- 1991 : L'équipe des casse-gueule : Dr. Suzanne Carter (Harley Jane Kozak)
- 1991 : Scènes de ménage dans un centre commercial : Deborah Fifer (Bette Midler)
- 1993 : Short Cuts : Claire Kane (Anne Archer)
- 1993 : Les Vestiges du jour : Miss Kenton (Emma Thompson)
- 1993 : Le Club de la chance : Rose Hsu Jordan (Rosalind Chao)
- 1994 : Les Leçons de la vie : Laura Crocker-Harris (Greta Scacchi)
- 1996 : Crash : Helen Remington (Holly Hunter)
- 1998 : Tempête de feu : Jennifer (Suzy Amis)
- 1999 : Amelia : Sarah Bernhardt
- 2002 : The Hours : Clarissa Vaughan (Meryl Streep)
- 2013 : Last Vegas : Diana (Mary Steenburgen)
- 2020 : Le Seul et Unique Ivan : Snickers le caniche (Helen Mirren) (voix)

Films d'animation
- 2000 : Chicken Run : Mme Tweedy

### Télévision
Téléfilms
- 1984 : Voyage sentimental : Julie Ross-Gardner (Jaclyn Smith)
- 1993 : Angle mort : Lynn Kaines (Rebecca De Mornay)

## Distinctions

### Décorations
- Officier de l'ordre des Arts et des Lettres (2023)[7]

### Récompense
- 2020 : Molière de la comédienne dans un spectacle de théâtre privé pour Marie des poules - gouvernante chez George Sand
- 2022 : Prix du Brigadier, pour l'ensemble de sa carrière et contribution au spectacle vivant

### Nominations
- 1989 : Nomination au Molière de la comédienne dans un second rôle pour Une femme sans histoire
- 1992 : Nomination au Molière de la comédienne pour C'était bien
- 1998 : Nomination au Molière de la comédienne pour Qui a peur de Virginia Woolf ?
- 2006 : Nomination au Molière de la comédienne dans un second rôle pour Pieds nus dans le parc
- 2016 : Nomination au Molière de la comédienne dans un second rôle pour Un certain Charles Spencer Chaplin
- 2017 : Nomination au Molière de la comédienne dans un spectacle de théâtre privé pour La Louve